# باربارا پادیا
باربارا پادیا(به انگلیسی: Bárbara Padilla) ۹ دسامبر ۱۹۸۰ ‏(۴۴ سال) خواننده سبک اپرا مکزیکی-آمریکایی و نفر دوم فصل چهارم آمریکا استعداد دارد می باشد. بادیا دارای بیماری لنفوم هاجکین بود که موفق به مقابله با آن شد.